# Grande Synagogue Chorale (Hrodna)
Pour les articles homonymes, voir Grande synagogue.
La grande synagogue chorale de Hrodna (en biélorusse : Вялікая харальная сінагога) est située au 59A, rue de la Sainte-Trinité (biélorusse : Вялікая Траецкая), dans le centre de Hrodna (en biélorusse ou Grodno en russe), en Biélorussie. Elle date du XVIe siècle.

## Histoire

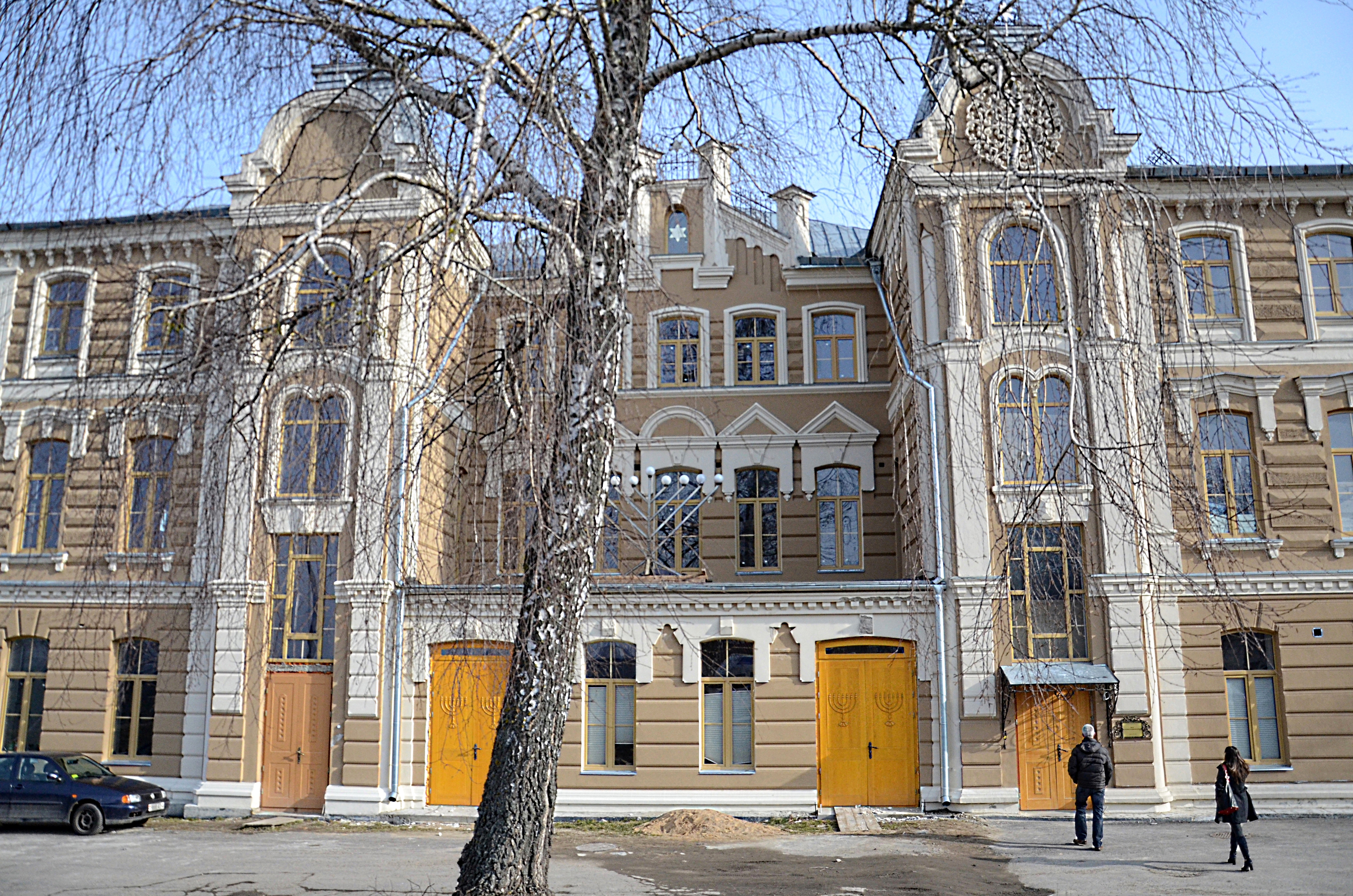
avancement de la restauration de la synagogue en 2015

La première synagogue de Grodno est construite dans les années 1575-1580, suivant un projet de l'architecte italien Santi Gucci, à l'invitation du Rabbin Mordechai Yaffé (natif de Prague, arrivé à Grodno en 1572).
Lors d'un incendie, en 1677, cette synagogue est entièrement détruite. Peu après cet incendie, le roi Sigismond III autorise les juifs à en construire une nouvelle, sur les ruines de la précédente. Cette deuxième synagogue brûle, elle aussi, en 1899.
L'actuelle grande synagogue chorale, est construite par Ilya Frounkin, de 1902 à 1905, dans un style très éclectique, inspiré de l'art mauresque.
Durant la Seconde Guerre mondiale, la synagogue, se trouvant au centre du ghetto juif, le ghetto de Grodno, est utilisée par les nazis comme point de regroupement des Juifs, avant leur envoi dans les camps de concentration, ou pour être fusillés.
Pendant cette période (1942-1944), la riche décoration intérieure du bâtiment subit de lourds dégâts.
Durant l'époque soviétique (1944-1991), le bâtiment est utilisé comme entrepôt.
En 1991, le bâtiment est rendu à la communauté religieuse juive. Depuis 2012, il fait l'objet d'une restauration complète des façades et de la décoration intérieure.

## Galerie

Détails intérieurs.
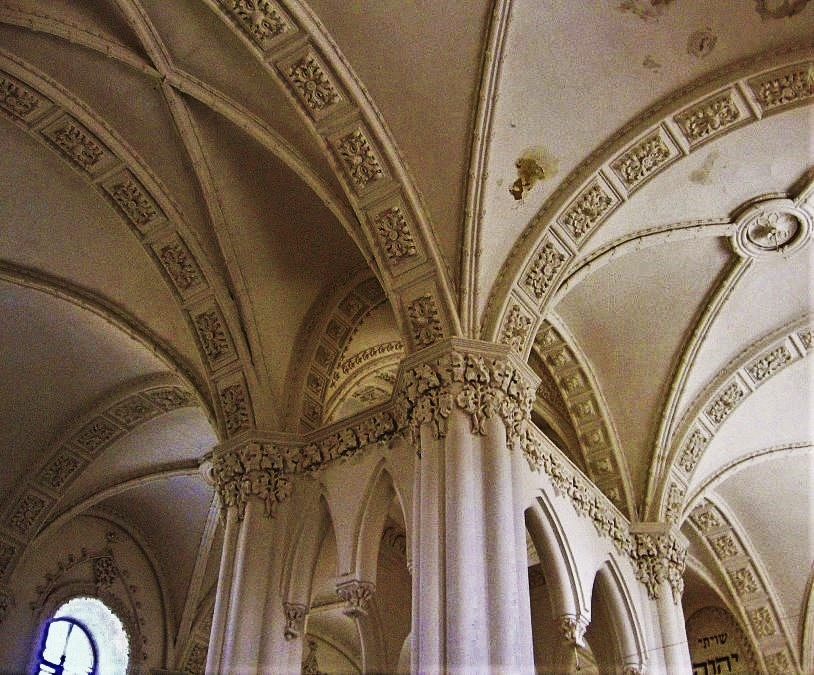
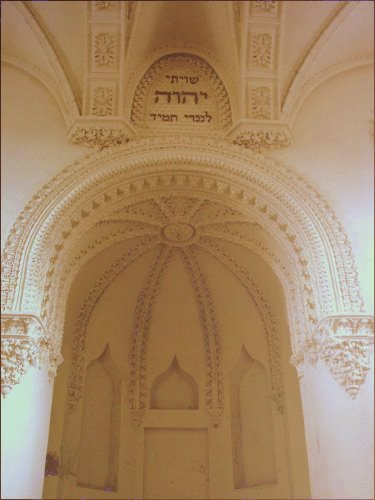
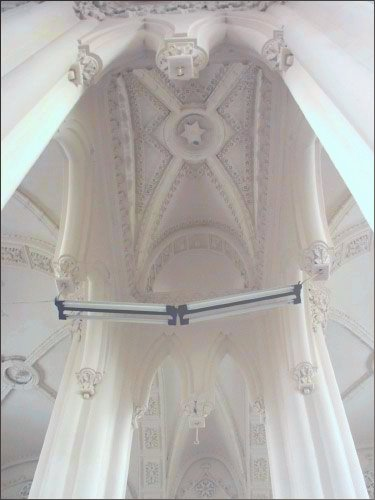